# Timmy Mayer
Timothy Mayer (Dalton, Pennsilvània, 22 de febrer de 1938 - Longford, Tasmània, Austràlia, 28 de febrer del 1964) va ser un pilot de curses automobilístiques estatunidenc que va arribar a disputar curses de Fórmula 1. Va morir disputant una cursa al circuit de Longford.
El seu germà Teddy Mayer va ser un dels fundadors (1963) de l'escuderia McLaren junt amb Bruce McLaren.

## A la F1
Timmy Mayer va debutar a la vuitena cursa de la temporada 1962 (la tretzena temporada de la història) del campionat del món de la Fórmula 1, disputant el 7 d'octubre del 1962 el GP dels Estats Units al circuit de Watkins Glen.
Va participar en una única prova puntuable pel campionat de la F1, no aconseguint finalitzar la cursa i no assolí cap punt pel campionat del món de pilots.

## Resultats a la Fórmula 1
| Any  | Equip              | Xassís | Motor  | 1   | 2   | 3   | 4   | 5   | 6   | 7   | 8       | 9   | 10 | Posició | Punts |
| ---- | ------------------ | ------ | ------ | --- | --- | --- | --- | --- | --- | --- | ------- | --- | -- | ------- | ----- |
| 1962 | Cooper Car Company | Cooper | Climax | HOL | MON | BEL | FRA | GBR | ALE | ITA | EUA Ret | SUD |    | -       | 0     |

### Resum
| Curses: | Victòries: | Pòdiums: | Poles: | Voltes ràpides: | Punts: |
| ------- | ---------- | -------- | ------ | --------------- | ------ |
| 1       | 0          | 0        | 0      | 0               | 0      |